# Campionati oceaniani di triathlon del 2002
I Campionati oceaniani di triathlon del 2002 ( edizione) si sono tenuti a Queenstown in Nuova Zelanda, in data 23 marzo 2002.
Tra gli uomini ha vinto il neozelandese Hamish Carter, mentre la gara femminile è andata alla neozelandese Heather Evans.

## Risultati

### Élite uomini
| Pos. | Nome                  | Paese           | Nuoto    | Bici     | Corsa    | Totale   |
| ---- | --------------------- | --------------- | -------- | -------- | -------- | -------- |
|      | Hamish Carter         | Nuova Zelanda   | 00:18:02 | 01:03:23 | 00:33:01 | 01:54:24 |
|      | Kris Gemmell          | Nuova Zelanda   | 00:18:05 | 01:03:19 | 00:33:40 | 01:55:04 |
|      | Craig Watson          | Nuova Zelanda   | 00:18:05 | 01:03:55 | 00:33:08 | 01:55:06 |
| 4    | Shane Reed            | Nuova Zelanda   | 00:18:04 | 01:03:27 | 00:33:36 | 01:55:06 |
| 5    | Olivier Marceau       | Svizzera        | 00:18:05 | 01:03:20 | 00:33:48 | 01:55:12 |
| 6    | Bevan Docherty        | Nuova Zelanda   | 00:18:08 | 01:03:21 | 00:35:11 | 01:56:39 |
| 7    | Richie Cunningham     | Australia       | 00:18:20 | 01:03:40 | 00:34:47 | 01:56:46 |
| 8    | Patrick Vernay        | Francia         | 00:18:29 | 01:03:41 | 00:34:39 | 01:56:48 |
| 9    | Nathan Richmond       | Nuova Zelanda   | 00:18:02 | 01:03:56 | 00:36:41 | 01:58:39 |
| 10   | Matthew Reed          | Stati Uniti     | 00:18:08 | 01:03:55 | 00:37:06 | 01:59:08 |
| 11   | Kieran Doe            | Nuova Zelanda   | 00:17:43 | 01:03:46 | 00:38:11 | 01:59:39 |
| 12   | Graham O'Grady        | Nuova Zelanda   | 00:18:06 | 01:07:03 | 00:36:02 | 02:01:10 |
| 13   | Olivier Bargibant     | Francia         | 00:20:00 | 01:08:56 | 00:33:15 | 02:02:10 |
| 14   | Daniel Lee Chi Wo     | Hong Kong       | 00:18:44 | 01:07:14 | 00:36:38 | 02:02:35 |
| 15   | David Plew            | Nuova Zelanda   | 00:20:23 | 01:05:37 | 00:36:47 | 02:02:45 |
| 16   | Samuel Mallard        | Nuova Zelanda   | 00:19:03 | 01:06:46 | 00:38:45 | 02:04:33 |
| 17   | Stephen Sheldrake     | Nuova Zelanda   | 00:18:07 | 01:07:42 | 00:40:35 | 02:06:24 |
| 18   | Luke Hoetjes          | Nuova Zelanda   | 00:18:13 | 01:07:56 | 00:41:23 | 02:07:30 |
| 19   | Scott Larsen          | Nuova Zelanda   | 00:18:42 | 01:07:23 | 00:42:19 | 02:08:23 |
| 20   | Andrew Young          | Nuova Zelanda   | 00:20:03 | 01:08:45 | 00:40:53 | 02:09:40 |
| 21   | Giannis Koutsogiannis | Grecia          | 00:20:26 | 01:10:39 | 00:38:44 | 02:09:49 |
| 22   | Dan Alterman          | Israele         | 00:19:55 | 01:06:17 | 00:46:16 | 02:12:27 |
| 23   | Callum Millward       | Nuova Zelanda   | 00:20:04 | 01:11:52 | 00:41:49 | 02:13:44 |
| 24   | Paul Angland          | Nuova Zelanda   | 00:21:09 | 01:13:32 | 00:40:05 | 02:14:45 |
| 25   | Ben Pulham            | Nuova Zelanda   | 00:21:08 | 01:13:30 | 00:40:20 | 02:14:57 |
| 26   | Dean Foster           | Nuova Zelanda   | 00:18:10 | 01:16:49 | 00:41:41 | 02:16:40 |
| 27   | Josh Dyer             | Nuova Zelanda   | 00:20:24 | 01:12:41 | 00:44:08 | 02:17:12 |
| 28   | Karl Laigle           | Nuova Caledonia | 00:20:27 | 01:16:23 | 00:44:26 | 02:21:16 |

### Élite donne
| Pos. | Atleta                | Paese         | Nuoto    | Bici     | Corsa    | Totale   |
| ---- | --------------------- | ------------- | -------- | -------- | -------- | -------- |
|      | Heather Evans         | Nuova Zelanda | 00:19:58 | 01:12:50 | 00:38:50 | 02:11:37 |
|      | Samantha Warriner     | Nuova Zelanda | 00:20:27 | 01:12:09 | 00:40:12 | 02:12:47 |
|      | Rebekah Keat          | Australia     | 00:20:19 | 01:12:25 | 00:40:51 | 02:13:35 |
| 4    | Fiona Docherty        | Nuova Zelanda | 00:20:59 | 01:15:13 | 00:38:51 | 02:15:03 |
| 5    | Shanelle Barrett      | Nuova Zelanda | 00:19:59 | 01:12:36 | 00:42:56 | 02:15:30 |
| 6    | Debbie Tanner         | Nuova Zelanda | 00:20:24 | 01:12:25 | 00:43:40 | 02:16:28 |
| 7    | Helene Salomon-Watson | Francia       | 00:21:38 | 01:14:33 | 00:40:31 | 02:16:40 |
| 8    | Jenny Cooper          | Nuova Zelanda | 00:20:23 | 01:12:56 | 00:45:43 | 02:19:01 |
| 9    | Vanessa Palmer        | Isole Cook    | 00:20:26 | 01:15:49 | 00:43:23 | 02:19:37 |
| 10   | Annabel Anderson      | Australia     | 00:23:19 | 01:15:41 | 00:45:36 | 02:24:36 |
| 11   | Michelle Hyland       | Nuova Zelanda | 00:22:55 | 01:18:22 | 00:47:22 | 02:28:38 |
| 12   | Anna Cleaver          | Nuova Zelanda | 00:18:59 | 01:26:49 | 00:45:43 | 02:31:30 |
| 13   | Serena Francis        | Isole Cook    | 00:26:14 | 01:31:47 | 00:48:44 | 02:46:45 |